# Трново (Битољ)
Трново (мкд. Трново) је насеље у Северној Македонији, у јужном делу државе. Трново припада општини Битољ.

## Географија
Насеље Трново је смештено у јужном делу Северне Македоније. Од најближег већег града, Битоља, насеље је удаљено 8 km западно.
Трново се налази на западном ободу Пелагоније, највеће висоравни Северне Македоније. Насеље је смештено на северним падинама планине Баба. Северно од села протиче речица Драгор. Надморска висина насеља је приближно 940 метара.
Клима у насељу је планинска због знатне надморске висине.

## Становништво
Трново је према последњем попису из 2021. године имало 263 становника.
| Национални састав према попису из 2021.‍ | Национални састав према попису из 2021.‍ | Национални састав према попису из 2021.‍ | Национални састав према попису из 2021.‍ | Национални састав према попису из 2021.‍ |
| --------------------------------------- | --------------------------------------- | --------------------------------------- | --------------------------------------- | --------------------------------------- |
|                                         |                                         |                                         |                                         |                                         |
| Македонци                               | Македонци                               |                                         | 130                                     | 49,4%                                   |
| Албанци                                 | Албанци                                 |                                         | 69                                      | 26,3%                                   |
| Аромуни                                 | Аромуни                                 |                                         | 34                                      | 12,9%                                   |

Већинска вероисповест је православље.

## Галерија
- Панорама Трнова на почетку XX века
- Грчка школа у Трнову, 1912. године
- Манастири: Буково, Барешани и Трново